# Tipp-Ex
Tipp-Ex とは、補正液 のブランドである。そしてヨーロッパ中に普及している他の
関連製品である。 ドイツ会社の名前でもあり、(Tipp-Ex GmbH&Co. KG）は、製品としてティペックスラインとして生産していた。 一方、訂正プロダクトとしての ティペックス を 商標 とするための名前、それは一部の国で 一般商標: になっている。ティペックス または ティペックスアウトとは 一般的に消す。または修正液を用いるのいずれかの 消去する事を意味するものとなった。

## 歴史

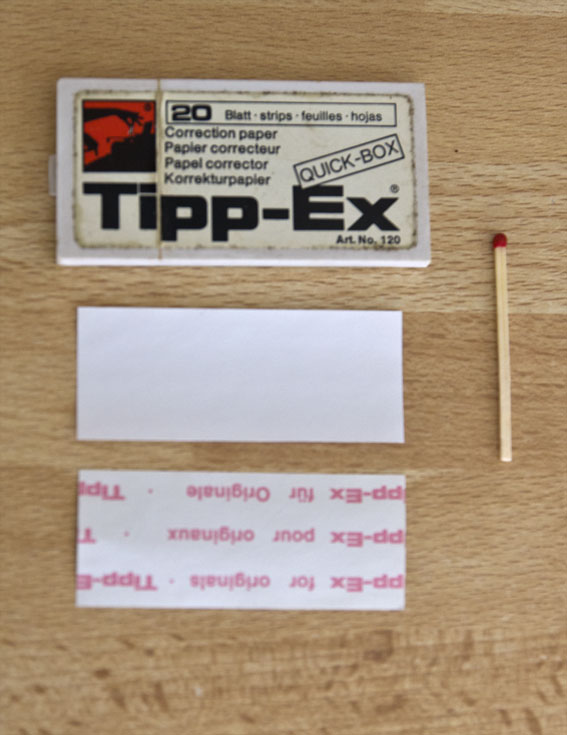
Tipp-Ex 修正紙

Tipp-Ex 修正紙は西ドイツ の エルトヴィルのウォルフガングダビッシュによって発明され、1958年に特許を申請した 。 タイピングエラー修正のための着色されたフィルム （ドイツ語: ティップフェラー). 彼はその後、同じ名前の会社を設立しました。 フランクフルト オットー-カールス著によれば、 その直後に Tipp-Exの販売及び配分 会社（Tipp-Ex Vertrieb GmbH&Co. KG）が設立されたこの会社は現在もTipp-Ex GmbH&Coの名前で存在している。 フランクフルトに近いKG。
Tipp-Ex 1987年にドイツ特許庁の登録商標となりました。
それ以前の1951年には, ベット-ネスミス-グラハム 彼女の台所で最初の修正液を発明・製造し、1956年に製品ミステイクアウトとして販売し始めました。  Tipp-Ex GmbHは1965年にTipp-Exブランドの下で白い修正液を作り出し始めました しかし、またCフルードとも明示された。
この発明の結果として、タイプライターで作られた誤字脱字 エラーを Tipp-Ex によって消去することが可能になった 。それらタイプライターにおいて次のようになっていく。 手紙の変更には、バックスペース 修正紙がリボンの後ろに置かれ、誤入力された手紙は再入力されるためには、システム上、タイプライターが最初に誤って入力された文字と同じ位置において再入力のために文字訂正ができる機能とはなったが、前の行に戻った場合には精度上問題があって訂正できない可能性が発生した。
この補正用紙の需要は非常に迅速に成長し、ドイツおよび国際的な代理店から関心を持たれた。
1992年 Tipp-Ex 最初に導入された 修正テープ、1995年にベストセラーとして働いた成功したポケットマウスによって続いた。 1998年には、補正ペンが発売されました。 その範囲は 消しゴムに対応するまでに拡張された。そして2000年に、新しい フォーム アプリケーターは、すべての修正液のボトリングに合わせられた。
1997年, ソシエテ-ビック 取得済み Tipp-Ex.

## 使用法

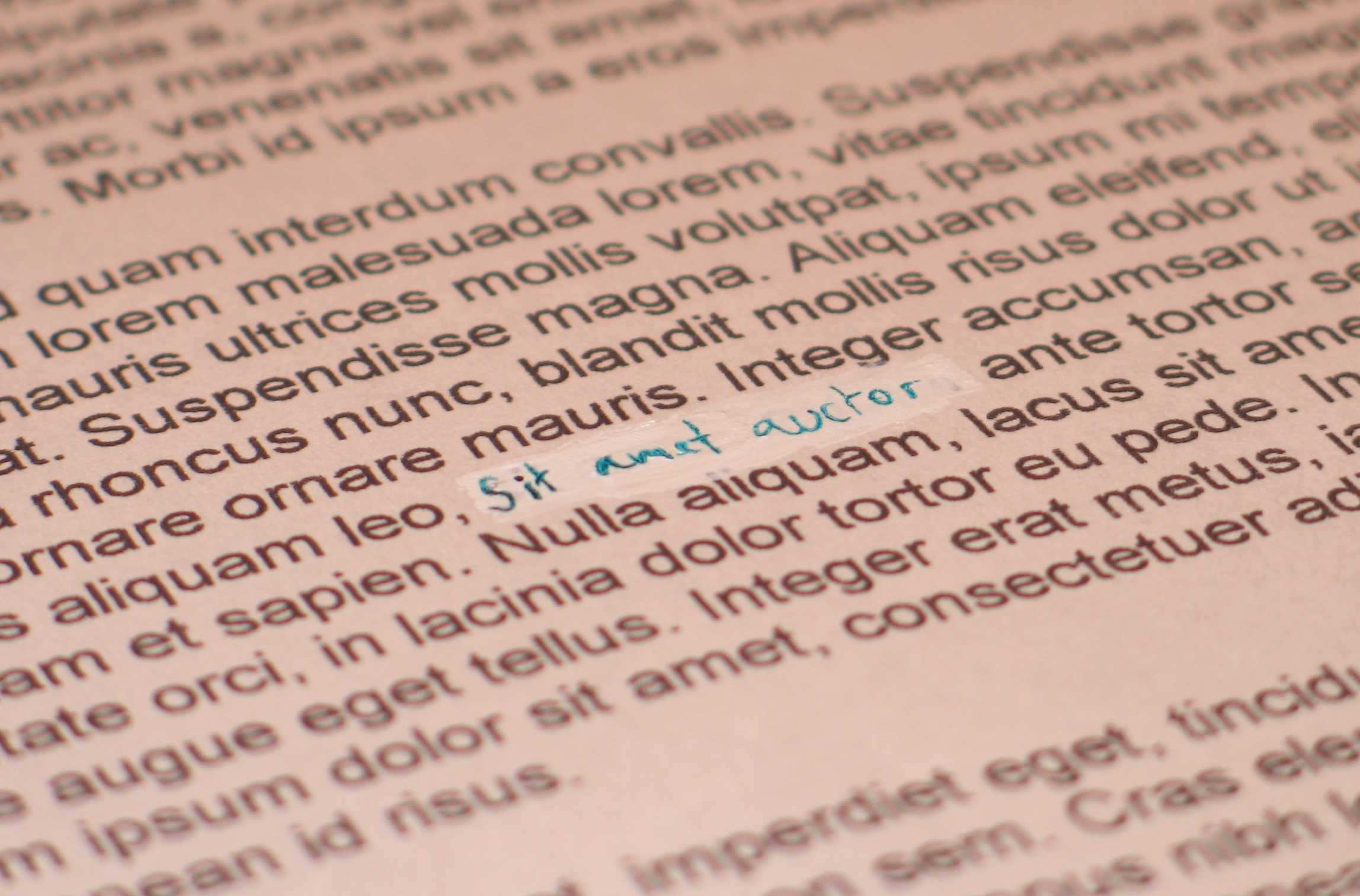
Tipp-Exは 多くの場合、それが乾燥した後に上書きする事ができる。

Tipp-Ex 修正液は白色の液体である。 それは 文章の間違いにおいて修正するために使用される。 ブラシ（後にフォームアプリケータに置き換えられた）がキャップに取り付けられているので、ボトルが閉じられると、ブラシは修正液に浸漬される。 ねじを外すと、ブラシは修正液でカバーされ、Tipp-Ex は間違いの上に描かれている。 そのため、オリジナル用紙に対し紙を光にかざす事によって、修正液製品が使用されていること、元の内容が確認できることが可能であった。
その内容が Tipp-Ex ボトルにおいて、あまりにも多く空気にさらされている状況（例えば、キャップが外れた状態を長く保っていた。ボトル内容が半分以上空気である状態に満たされていた場合）、流体は 乾燥・固化した。これを防ぐために, Tipp-Ex 薄め液 という商品を発売した際、"Tipp-Ex 薄め液の数滴を用いる事で、部分的に乾燥したボトル内容物と混合され Tipp-Ex と固化しかけたTipp-Exを薄くする。”とした。 これはびんでの寿命を拡張することとなった。
さらには、液体インクで上書く場合は、汚れてしまうために、Tipp-Ex の上にはボールペンで書く必要があった。Tipp-Exにゲル・インクが完全に乾燥するために数秒を必要とするがボールペンが無い場合に利用できた。

## 毒物学
有機溶剤 1,1,1-トリクロロエタン として使用されていましたが、 シンナー 製品の中で。 この溶媒は肺の呼吸によって容易に吸収される。 そして容易に浸透し 血液脳関門 そして致死性被ばくを起こす可能性が有る。 1,1,1-トリクロロエタンはまた、'オゾン 層破壊物質'は、地球へのオゾン損傷を引き起こす原因となる物質の一つであること オゾン層. 両方の理由から、2000年以来、Tipp-Ex に追加されない事になった。現在は脂肪族 炭化水素に置き換えられている。 

## こちらも参照してください
- 液体紙
- ホワイトアウト